# Calamus wanggaii
Calamus wanggaii là loài thực vật có hoa thuộc họ Arecaceae. Loài này được W.J.Baker & J.Dransf. mô tả khoa học đầu tiên năm 2002.